# Alí Akbar Sálehí
Alí Akbar Sálehí je íránský vědec a politik, který byl čtyři roky reprezentantem Íránu v Mezinárodní agentuře pro atomovou energii. Od prosince 2010 je ministrem zahraničních věcí Íránu. Sálehí je absolventem Americké univerzity v Bejrútu, doktorský titul získal na Massachusettském technologickém institutu.
Je vyznavačem islámu, patří mezi dvanáctníky.